# Voetbalkampioenschap van Lübeck-Mecklenburg 1931/32
In 1931/32 werd het negende voetbalkampioenschap van Lübeck-Mecklenburg gespeeld, dat georganiseerd werd door de Noord-Duitse voetbalbond. 
Polizei Lübeck werd kampioen en plaatste zich voor de Noord-Duitse eindronde. Ook vicekampioen Lübecker BV Phönix 03 was geplaatst. De eindronde werd geherstructureerd en de zestien deelnemers werden verdeeld over vier groepen van vier. Beide clubs werden laatste in hun groep. Na dit seizoen sloot VfR Lübeck zich bij Polizei Lübeck aan.

## Oberliga
| Plaats | Club                    | Wed. | W  | G | V  | Saldo | Ptn   |
| ------ | ----------------------- | ---- | -- | - | -- | ----- | ----- |
| 1.     | SV Polizei Lübeck       | 14   | 11 | 2 | 1  | 60:18 | 24:4  |
| 2.     | Lübeck BV Phönix 1903   | 14   | 10 | 3 | 1  | 63:17 | 23:5  |
| 3.     | VfL Schwerin            | 14   | 8  | 2 | 4  | 43:26 | 18:10 |
| 4.     | Lübecker SV 1913        | 14   | 5  | 3 | 6  | 28:29 | 13:15 |
| 5.     | Rostocker SC 1895       | 14   | 5  | 2 | 7  | 33:47 | 12:16 |
| 6.     | Oldesloer SV            | 14   | 2  | 4 | 8  | 26:39 | 8:20  |
| 7.     | VfR Lübeck              | 14   | 4  | 0 | 10 | 17:47 | 8:20  |
| 8.     | FC Germania 1904 Wismar | 14   | 3  | 0 | 11 | 18:65 | 6:22  |

|  | Kampioen, geplaatst voor Noord-Duitse eindronde     |
|  | Geplaatst voor Noord-Duitse eindronde               |
|  | Sloot zich na dit seizoen bij SV Polizei Lübeck aan |